# Bosta, Baranya
Bosta este un sat în districtul Pécs, județul Baranya, Ungaria, având o populație de 143 de locuitori (2011). 

## Demografie
Componența etnică a satului Bosta
     Maghiari (72,93%)
     Romi (25,41%)
     Germani (1,66%)
Componența confesională a satului Bosta
     Romano-catolici (64,34%)
     Fără religie (16,08%)
     Necunoscută (19,58%)
     Alte religii (2,8%)
Conform recensământului din 2011, satul Bosta avea 143 de locuitori. Din punct de vedere etnic, majoritatea locuitorilor (72,93%) erau maghiari, existând și minorități de romi (25,41%) și germani (1,66%).  Din punct de vedere confesional, majoritatea locuitorilor (64,34%) erau romano-catolici, cu o minoritate de persoane fără religie (16,08%). Pentru 19,58% din locuitori nu este cunoscută apartenența confesională.